# Référendum liechtensteinois de 1950
 (août 2025).
Un référendum a lieu au Liechtenstein le 12 mars 1950. 

## Contenu
Le référendum porte sur des amendements à la loi sur la possession d'armes introduisant notamment un permis obligatoire pour certains types d'armes.

## Contexte
Il s'agit d'un référendum facultatif d'origine populaire : dans le cadre de l'article 66 de la constitution, le projet de loi voté par le Landtag le 28 décembre 1948 fait l'objet d'une demande de mise à la votation par un minimum de 600 inscrits soutenus par un comité de rassemblement de signatures.
Il s'agit de la première votation faisant suite au relèvement de 400 à 600 du seuil de signatures pour un référendum non constitutionnel.

## Résultat
| Choix                                 | Votes | %     |
| ------------------------------------- | ----- | ----- |
| Pour                                  | 667   | 27,72 |
| Contre                                | 1 739 | 62,63 |
| Votes blancs et invalides             | 238   | –     |
| Total                                 | 2 644 | 100   |
| Inscrits/Participation                | 3 265 | 80,98 |
| Source: Démocratie Directe (Allemand) |       |       |